# Acalypha purpurascens
Acalypha purpurascens är en törelväxtart som beskrevs av Carl Sigismund Kunth. Acalypha purpurascens ingår i släktet akalyfor, och familjen törelväxter. Inga underarter finns listade i Catalogue of Life.